# Musa Okwonga
Musa Okwonga (geboren 1979 in London) ist ein britisch-ugandischer Schriftsteller, Journalist und Musiker.

## Leben
Musa Okwongas Eltern flohen 1971/72 vor dem Terrorregime Idi Amins nach Großbritannien, wo sie eine medizinische Ausbildung absolvierten. Musa ist das älteste von vier Kindern und wuchs in West Drayton auf. Okwongas Vater ging 1983 als Militärarzt zurück und starb bei einem Hubschrauberabsturz zusammen mit dem Rebellenführer David Oyite Ojok. Okwanga war bei seiner Beerdigung und danach nur noch einmal im Jahr 2000 in Uganda. Okwanga besuchte das Eton College mit einem hälftigen Stipendium. Er studierte Jura am St John’s College in Oxford.
Okwanga verfasste zahlreiche Essays und Kommentare über Kultur, Rassismus, Gender, Musik, Sport, Politik und Technik. Seine Texte erschienen unter anderem in The Economist, The Guardian, The Independent, The New Statesman und The New York Times, aber auch in der ZEIT und der TAZ. Über Fußball hat er zwei Bücher veröffentlicht, sein erster Lyrikband Eating Roses For Dinner erschien 2015. 2021 erschien sein autobiographisch geprägter Debütroman In the end, it was all about love (in deutscher Übersetzung 2022 als Es ging immer nur um Liebe).
Seit 2014 lebt er in Berlin-Friedrichshain.

## Schriften (Auswahl)
- A cultured left foot. The eleven elements of footballing greatness. Duckworth, London 2007 ISBN 978-0-7156-3690-9.
- Will you manage? The necessary skills to be a great gaffer. Serpent’s Tail, London 2010.
- Männer jeder Herkunft, steht den Frauen bei! Essay zu den Kölner Vorfällen, in: Literarische Welt, 8. Januar 2016
- Brexit: Großbritannien muss wieder groß denken, in: zeit.de 10. März 2019 (Gastbeitrag)
- One of Them: An Eton College Memoir. Unbound, 2021, ISBN 978-1-78352-967-4.
- Striking Out: The Debut Novel from Superstar Striker Ian Wright. with Ian Wright, Scholastic, 2021, ISBN 978-0-7023-0686-0
- In the end, it was all about love. Roman, Rough Trade Books, 2021, ISBN 978-1-912722-93-8
  - Deutsch: Es ging immer nur um Liebe. Roman, Aus dem Englischen von Marie Isabel Matthews-Schlinzig, mairisch Verlag, 2022, ISBN 978-3-948722-19-7
  - Hörbuch: Es ging immer nur um Liebe. gelesen von Benito Bause, Buchfunk Verlag, 2022, ISBN 978-3-86847-622-4